# Comutador rotativo

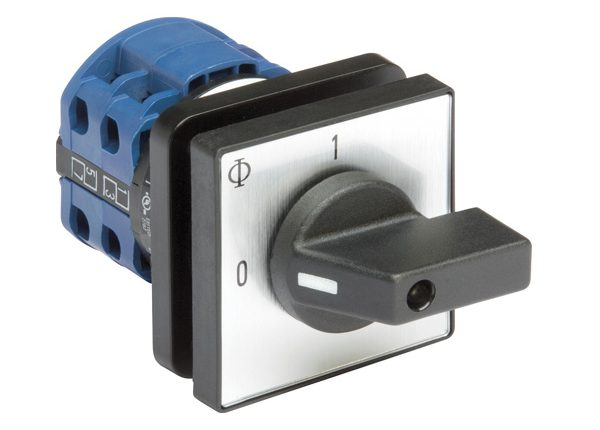
Comutador Rotativo

O Comutador Rotativo, também conhecido como comutador por came ou chave elétrica rotativa, é um dispositivo capaz de "chavear" de forma prática e segura circuitos e componentes elétricos. Podendo combinar diversas opções de ligação e programação elétrica em um único componente.
Os Comutadores Rotativos são usados principalmente dentro da faixa de baixa tensão. Em um eixo, os cames de comutação são feitos de material condutor resistente à abrasão. Ao girar o eixo, através do punho/manopla, os contatos são abertos ou fechados pelos excêntricos. Muitas vezes, uma pluralidade de cames está assentada em um eixo, que aciona ou aciona simultaneamente vários pares de contatos.

## História
Friedrich Natalis (1864–1935), que trabalhava para a Schuckert-Werke (mais tarde Siemens-Schuckertwerke) desde 1897, já havia desenvolvido o princípio de troca por came na Alemanha antes de 1900. No entanto, em 1895 Johann Sigmund Schuckert, fundador da empresa de engenharia elétrica Schuckert & Co forneceu comutadores por came com roletes e comutadores individuais com mola (DRP 88586). Assim, o termo comutador por came tem sido usado para dispositivos semelhantes ao longo dos anos. Schuckert também forneceu o "interruptor de controle de carbono" projetado pela Natalis desde 1901 com dispositivos de comutação de cobre-carbono com sopradores de faísca (sopradores de faísca comuns para corrente continua ou sopradores de faísca simples para corrente continua e alternada). O principal interruptor de came atual manteve algum significado, mesmo quando o controle do rifle o empurrava para onde era mais econômico.
Na construção de pequenas máquinas, o comutador rotativo provavelmente não apareceu até o início dos anos 30. Em 1931, a empresa americana General Electric GE lançou seu comutador SBl, um comutador auxiliar de controle de corrente de 20A, basicamente uma miniatura dos grandes comutadores principais de controle de corrente. Os dispositivos tiveram interrupção simples e crossover prateado; em alguns casos, eles foram equipados com um mecanismo de encaixe.
Na Europa, por volta de 1940, o primeiro comutador rotativo de Ghielmetti, Solothurn / Suíça, começou a substituir os comutadores de rolos convencionais. Os interruptores também podem ser fornecidos como interruptores auxiliares de controle de corrente com os circuitos correspondentes. Eles foram comercializados sob o nome comercial Ghielmetti-Clavier. Em setembro de 1948, a Kraus & Naimer (de Viena) produziu o C15 (15A), o primeiro comutador de rotativo de propriedade da empresa. Em 1949, a empresa também apresentou ao mundo o seu primeiro projeto de comutador rotativo. No início de 1950, os interruptores rotativos Kraus & Naimer C30 (30A) seguiam o mesmo design.
Os comutadores rotativos Kraus & Naimer C16 a C200, que chegaram ao mercado na primavera de 1951, tiveram uma influência decisiva no avanço do comutador rotativo e na introdução do comutador na engenharia elétrica. Eles tiveram uma interrupção dupla e uma capacidade de comutação do motor apropriada à corrente nominal. O grande número de combinações possíveis e a grande quantidade de dispositivos opcionais, como características, foram responsáveis pelo desenvolvimento posterior dos comutadores rotativos como padrão industrial.
A Kraus & Naimer desenvolveu o menor comutador rotativo do mundo (modelo CA4N), que está no mercado desde 1994.

1. ↑  Kaspers, Walter: Messen Steuern Regeln für Maschinenbauer 2018-02-13 at the Wayback Machine, p. 178, last accessed on 23 November 2016
2. ↑  Ose, Karl 100 Jahre schalten, steuern, schützen: ein Beitrag zur Geschichte der Niederspannungs-Schaltgeräte in Deutschland. Verlag Brimberg, 1982
3. ↑  «Comutadores Rotativos». Kraus & Naimer. Consultado em 15 de janeiro de 2020